# ソイ・カウボーイ
座標: 北緯13度44分13.2秒 東経100度33分43秒 / 北緯13.737000度 東経100.56194度

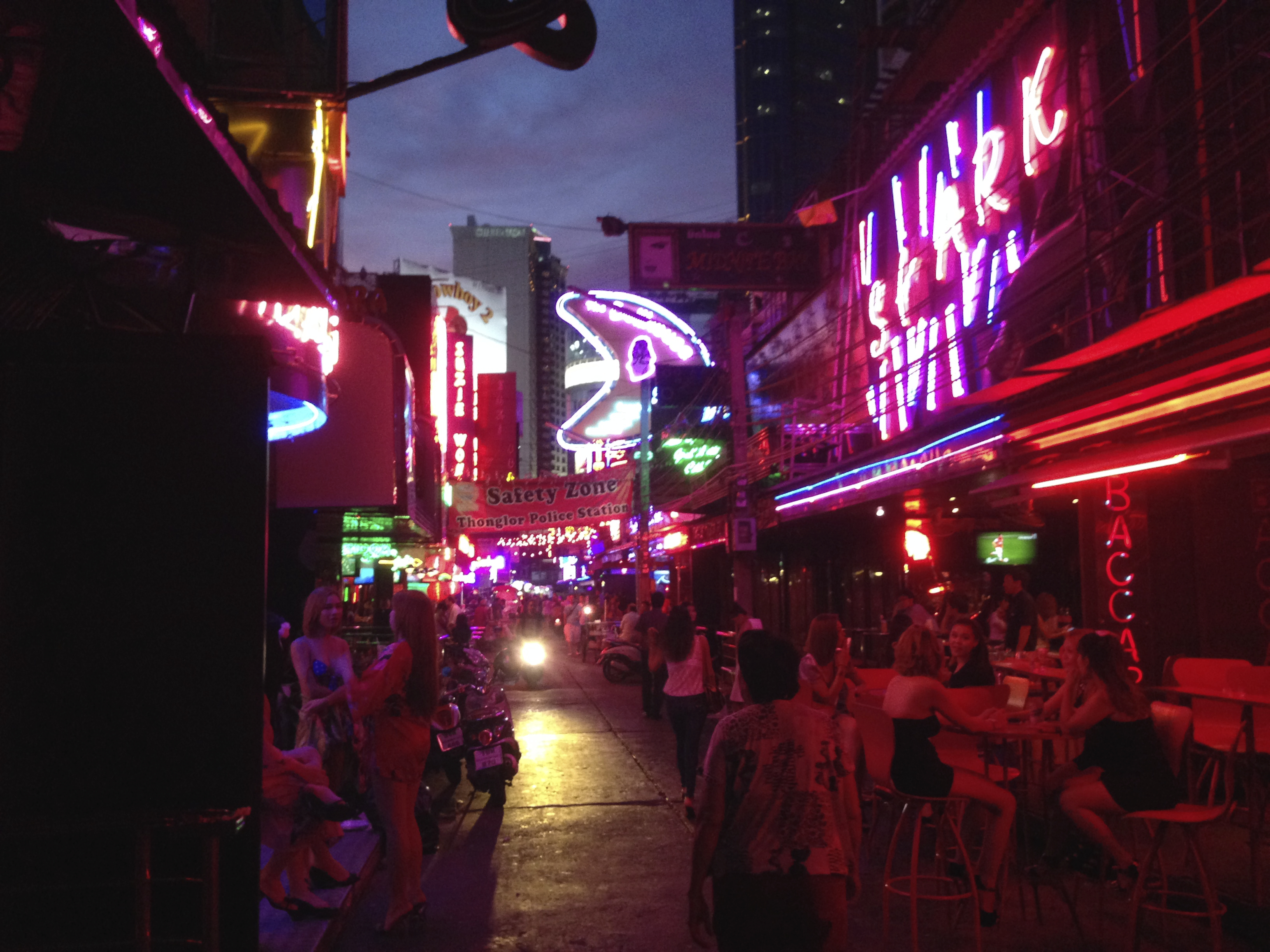
ソイ・カウボーイ

ソイ・カウボーイ (タイ語: ซอยคาวบอย, Soi Cowboy) は、タイ王国の首都バンコクの歓楽街の一つである。
短い通りに約40軒のバーが連なっており独特の雰囲気を醸し出している。

## 概要
店の殆どがゴーゴーバーと呼ばれるスタイルで、肌を露出した女性がステージの上で踊りその周りに座る客に酒を提供している。
ダンサーのほとんどが売春婦であり、バーに「ペイバー」と呼ばれる連れだし料を払えば店外に連れ出すことが可能である。
またこれらの店には、外国人客と同伴で無い限りタイ人の客は入店ができない。
通りの名前であるソイ・カウボーイ（カウボーイ通り）は、アメリカ人の元飛行士　T.G "Cowboy" Edwardsがこの地でバーを開いたことに由来する。
黒人である彼は常にテンガロンハットを被っていたのでニックネームでカウボーイと呼ばれていた。
2001年にタクシン・シナワットが首相に選ばれたときに、「社会秩序」キャンペーンを起こした。このキャンペーンの一環として、全てのバーとナイトクラブは午前2時までに閉店しなければならなくなった。そして公式に「エンターテインメント地域」に指定された全ての地域は午前1時までに閉店することになった。2010年現在、ソイ・カウボーイは午前1時になると全てのネオンが消されるが、営業は午前2時まで行われている。
場所としては、スクムウィットSoi21(アソーク)とスクムウィットSoi23を結ぶ通り、バンコク・スカイトレイン（BTS）のアソーク駅、バンコク・メトロ(MRT)のスクムウィット駅からすぐの距離。